# フクちゃん
フクちゃんは、横山隆一による日本の漫画作品シリーズと、それを原作とした映画・アニメーション作品および、作品内に登場する架空の人物の名称である。

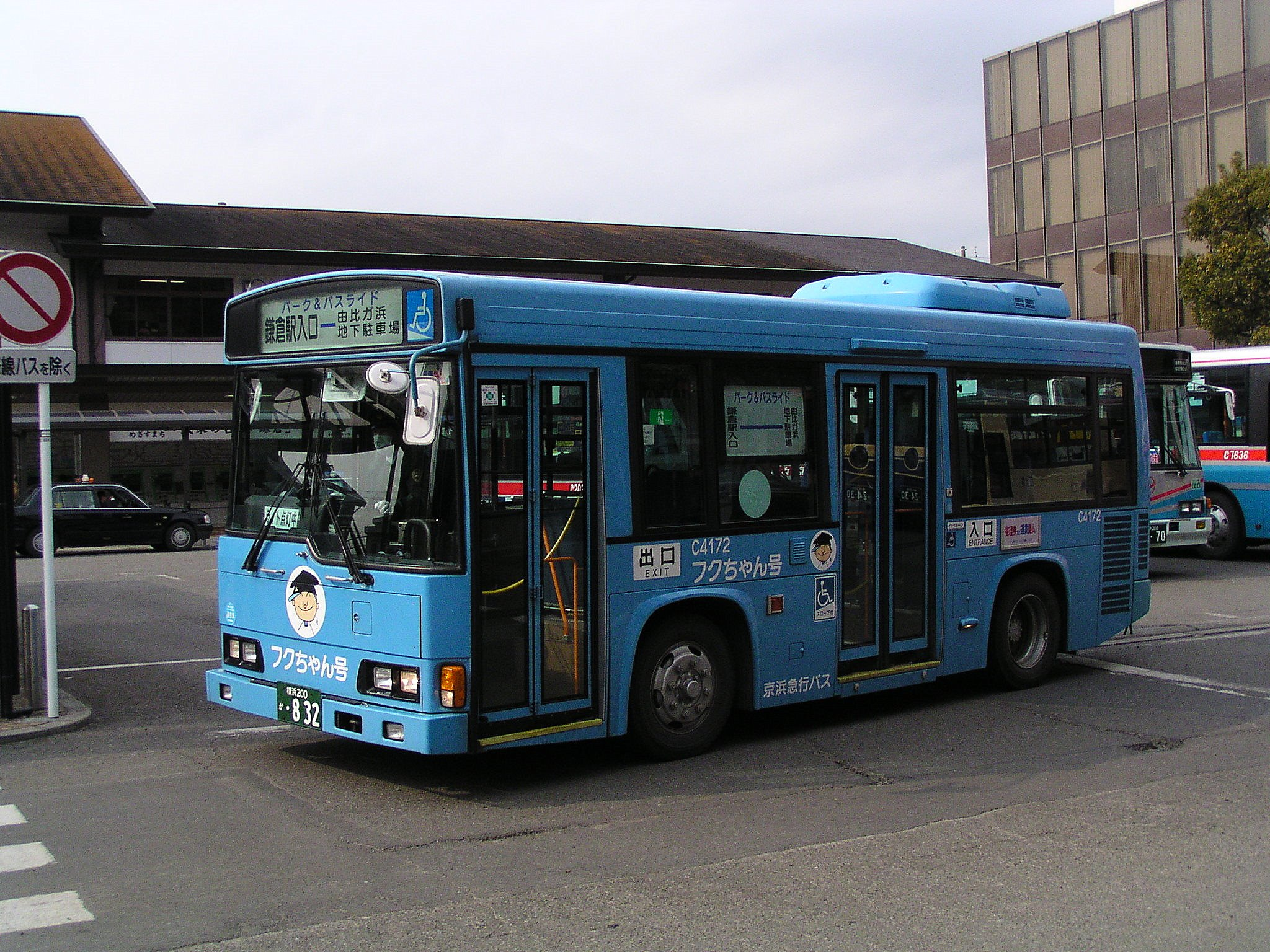
京浜急行バスのラッピングバス『フクちゃん号』

## 概要
キャラクターとしてのフクちゃんは、1936年（昭和11年）1月25日に東京朝日新聞（現：朝日新聞東京本社）で始まった連載4コマ漫画『江戸っ子健ちゃん』（資料により『江戸ッ子健ちゃん』の表記あり）の脇役として登場した。着物に下駄、大きな学生帽という容姿の幼い男の子で、やがて主人公の健ちゃんよりも人気が出たため、改題のうえ、フクちゃんを主人公に昇格させた（スピンオフ作品）。その後も『フクちゃん』シリーズは、連載媒体を幾度か変えながら、1971年（昭和46年）まで長期にわたり連載された（#掲載媒体・タイトルの変遷参照）。
フクちゃんの名は漫画家・横井福次郎の「福」から来ている。フクちゃんは元々、学生帽を被っていなかった。前作『江戸っ子健ちゃん』の初期、大学受験のために健ちゃん宅に居候していた「チカスケ」という登場人物が、合格するために自分を追い込むつもりで先に学生帽を買ったが受験に失敗し、進学を断念して帰郷することになったため、フクちゃんがそれを譲り受けて以来、トレードマークになったものである（テレビアニメ版での設定は後述）。
ストーリーは基本的に、フクちゃんとその家族や友達のほのぼのした生活を描いている。作中の登場人物が年を取る事はない（「サザエさん時空」）。
1938年（昭和13年）、第1回日本文化協会児童文化賞受賞。
戦争中、日本海軍のプロパガンダとしてアニメーション映画化された（後述）。その一方、敵国である米軍の宣伝ビラ『落下傘ニュース』にも『フクちゃん』が無断で使用された（後述）。

### あらすじ
東京の下町に住む少年・フクちゃんは、ある日親戚のおじいさんの家に養子に貰われる。おじいさんの家は大富豪で、フクちゃんはそこの跡取り息子として迎えられた。そこへ、フクちゃんの家庭教師として九州出身のバンカラ学生・アラクマが登場。やがて金持ち暮らしに飽きたおじいさんは、屋敷を福祉施設に改築し、一般に開放。自身はフクちゃん、アラクマと共に長屋に移住し、普通の小市民としての3人の生活がスタートした（同時に剃髭し、身なりもお馴染みのアルファベット柄の着物姿となる）。戦時中は時節柄国防ネタが多く、戦後は一転して世相を交えながらも牧歌的な子供中心の世界が描かれた。
長期連載新聞漫画では『サザエさん』等のように明確にストーリーを完結させた最終回が描かれないまま、作者の死亡、掲載紙変更、休載などから尻切れトンボ的に連載終了となることが多い中、『フクちゃん』はきちんとした完結によって連載を終えた数少ない例である（『フジ三太郎』『ほのぼの君』『アサッテ君』と同様）。最終回間近には、
1. フクちゃんの実父が戦後台湾に渡り、実業家として成功した事を知ったおじいさんは、フクちゃんに台湾行きを薦めるが、フクちゃんは「おじいさんがおとうさんだ」と言ってこれを拒む。
2. サラリーマンとなったアラクマも結婚する事となり、密かにアラクマを想っていたナミコが失恋の旅に出る。

といったストーリーが展開された。また同じ横山作品から、『デンスケ』の茶刈デンスケとドシャ子、『ペ子ちゃん』の大中ペ子も登場した。
そしてラスト1回前ではデンスケ一家や健ちゃんたちがフクちゃんに別れを言いに現れ、最終回ではフクちゃんが横山と会話をして大団円となった。

### 掲載媒体・タイトルの変遷
- 東京朝日新聞・朝日新聞（1936年10月1日 - 1944年3月4日） - 当初は「養子のフクチャン」の題で開始。大阪朝日新聞にも数日遅れで掲載された。何度か改題されたほか、作者の事情で連載を打ち切っていた時期もあった。セリフはすべてカタカナ書き。おじいさんの着物の柄は途中からアルファベットから算用数字に代わった。
  - 養子ノフクチャン（1936年10月1日 - 1937年7月31日） - 夕刊掲載。
  - 末ッコゴロチャン（1937年8月1日 - 1937年12月31日） - この作品から朝刊掲載。近所の友達・ゴロちゃんが主人公のスピンオフ作品。しかしフクちゃんも頻繁に登場しており、内容はほとんど変わりがなかった。
  - フクチャン部隊（1938年1月1日 - 1939年7月6日） - 朝刊連載。主役をフクちゃんに戻す。
  - コドモ指南アラクマ道場（1939年7月7日 - 1939年12月31日） - 朝刊連載。主役にアラクマを据えたスピンオフ作品。アラクマ主宰の「アラクマ道場」でフクちゃん達が稽古に励む。
  - ススメ! フクチャン（1940年1月1日 - 1941年12月31日） - 朝刊連載。再度主役をフクちゃんに戻す。
  - フクチャン実践（1942年1月1日 - 1942年12月18日） - 朝刊連載。ネタの多くが戦時下向けに。最終回は「みんな海外に行く時代」「ここも狭い」とフクちゃんがコマを飛び出し、ここで一度打ち切られる。
  - ジャバノフクチャン（1942年6月23日 - 1942年8月23日） - 7月22日までは挿絵が描かれた海外レポート。同年8月1日に3コマ物の漫画になり、ジャバ（ジャワ島）で原住民と共に暮らすフクちゃんが描かれた。
  - フクチャン従軍記（1942年9月8日 - 1942年9月13日） - 再び挿絵が描かれた戦時レポートに。
  - フクチャンかへる（1942年9月15日 - 1942年9月20日） - ジャバから日本へ帰るフクちゃんを描いた4コマ。
  - フクチャン（1942年9月22日 - 1943年12月31日） - 朝刊連載。再びフクちゃんを主役に据えた通常の4コマに戻る。
  - フクチャン大東亜コドモカイギ（1944年1月1日 - 1944年1月2日） - 2日間掲載の短編漫画。大東亜共栄圏下の子供達が会議する。日本代表はフクちゃん。
  - フクチャンレンセイノ巻（1944年1月4日 - 1944年1月29日） - フクちゃん達も練成を行うことに。1月18日までは朝刊に、1月19日より夕刊に掲載された。最終回は戦闘機に乗り、そのまま下記「ソラノ巻」に改題された。
  - フクチャンソラノ巻（1944年1月31日 - 1944年3月4日） - 夕刊連載。戦闘機に乗ったフクちゃんの活躍を描く。「疎開」する名目で打ち切られた。
- 防衛新聞（1945年4月18日 - 1945年5月8日 以降不明）
  - 防衛フクチャン[8]
- 共同通信配信（1946年 - 1947年[3]）
  - フクちゃん - 『夕刊とうほく』[3]ほか、全国16紙に掲載。
- 面白倶楽部（1948年、1950年）
  - フクチャン活躍 → フクちゃん
- 天馬（1949年）
  - タイトルは「フクチャンの野球」「フクチャンの拳闘」など、その都度変わった。
- サンデー毎日（1950年9月 - 1951年9月）
  - デンスケ★フクちゃん - 横山作の『デンスケ』と共演させた作品。
- 毎日新聞（1956年1月1日 - 1971年5月31日）
  - フクちゃん - 朝刊連載。全5543回。最終回を描いたペンは長谷川町子に贈られた。
- たのしい一年生（1956年9月号 - 1958年12月号）
  - フクちゃん

### 単行本
描き下ろし作品を含む。フクちゃんの登場する絵本については横山の項を参照。
- 江戸ッ子健ちゃん（中央公論社 1936年）
- フクちゃん 1・2（朝日新聞社 1937年）
- フクチャン部隊 1 - 6（朝日新聞社 1938年 - 1940年）
- ゴロチャン（朝日新聞社 1938年）
- フクチャン部隊傑作集（朝日新聞社 1940年）
- ススメ・フクチャン 1 - 5（朝日新聞社 1941年 - 1942年）
- フクチャンブタイ 1・2（東栄社 1942年 - 1943年）
- フクチャン・ヨイコ（東栄社 1943年）
- フクチャンノオウチ（鎌倉文庫 1945年）
- フクチャンマンガ（漫画社 1945年）
- フクチャンキヨチャン（漫画社 1946年）
- ポケットフクチャン（漫画社 1946年）
- FUKU-CHAN（タカラクラブ 1946年） ※英訳版
- フクチャンブック 1 - 4、特集号（鎌倉文庫 1946年 - 1948年）
- フクチャン・サーカス（イヴニング・スター社 1946年）
- フクチャン傑作集（福書房 1947年）
- 新版フクチャン（福書房 1947年）
- 新篇フクチャン（フレンド社 1947年）
- フクチャン（三光社 1947年）
- ニコニコフクチャン（萬人書房 1947年）
- フクチャンニッキ（中京新聞社 1947年）
- フクチャンABC（民風社 1948年）
- フクチャン（南潮社 1948年）
- フクちゃん 大とくいの巻（鶴書房 1949年）
- ホームラン王フクチャン（子供マンガ新聞社出版局 1949年）
- フクチャンのまめターザン（光文社 1949年）
- はりきりフクチャン（鶴書房 1949年）
- ともだちフクチャン（児童文化社 1949年）
- フクちゃん（鶴書房 1949年）
- フクチャンの捕鯨船長（ロマンス社 1949年）
- フクちゃん物語（子供マンガ新聞社出版局 1950年）
- フクちゃん にこにこの巻（鶴書房 1952年）
- フクちゃん 1 - 3（トッパン 1954年 - 1957年）
- 新作フクちゃん（文陽社 1956年）
- 江戸ッ子健ちゃん（小学館 1957年）
- フクちゃん 1・2（麦書房 1959年）
- 漫画フクちゃん全集（講談社 1970年）
- さよならフクちゃん（毎日新聞社 1971年）
- フクちゃん（講談社漫画文庫 1976年）
- フクちゃん 1 - 16（奇想天外社 1980年 - 1983年）
- フクちゃん 1 - 3 (小学館のテレビ絵本 1982年） - 後述のテレビアニメ版のスチルを利用したフィルムコミック。
- 江戸ッ子健ちゃん（奇想天外社 1982年）
- 江戸ッ子健ちゃん（中央公論社 1992年）

## 実写映画
1936年（昭和11年）12月に、『江戸っ子健ちゃん』を原作とする実写映画『江戸ッ子健ちゃん』が公開された。フクちゃんシリーズの最初の映像化作品で、フクちゃんを演じたのは子役時代の中村メイコだった。

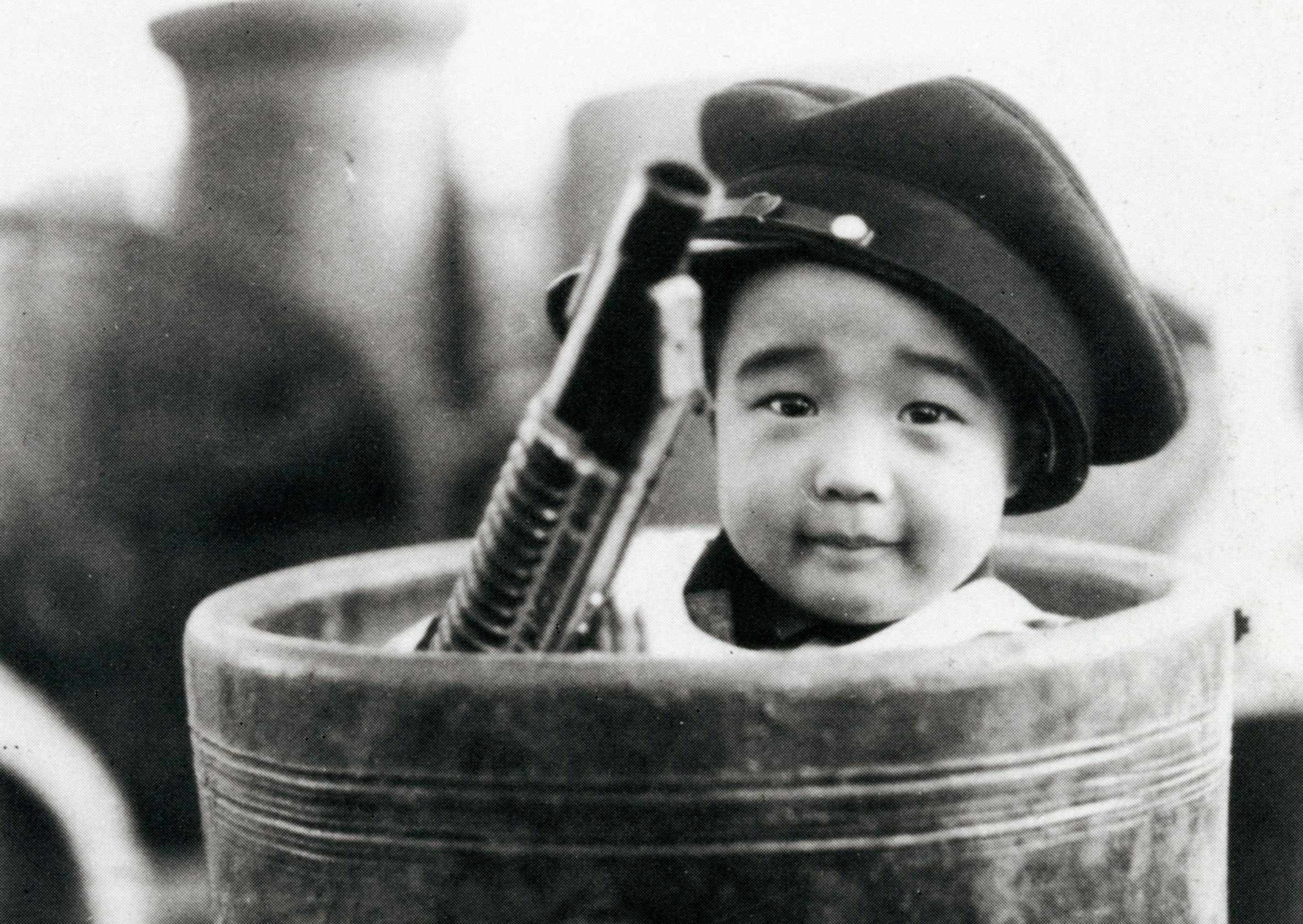
『江戸っ子健ちゃん』でデビューした中村メイコ

## 劇場用アニメ
- 第二次世界大戦中、松竹動画研究所によりアニメーション映画『フクチャンの奇襲』（1942年）、『フクチャンの増産部隊』（1943年）、『フクチャンの潜水艦』（1944年）の3作品が制作される。原作者の横山自身も脚本や演出に関わった[11]。兵器の描写が従来の漫画映画と比べてリアルなものとなっている[12]。
- 横山隆一主宰の「おとぎプロダクション」製作による1962年（昭和37年）公開の長編オムニバスアニメーション映画『おとぎの世界旅行』の中で、『ロケット・フクちゃん』として登場している[1]。

## ラジオドラマ
1957年（昭和32年）に、文化放送でラジオドラマ『フクちゃん』が放送された。キヨちゃんの声は竹尾智晴（中尾隆聖）が5歳で演じ、彼のデビュー作となった。

## テレビアニメ
1982年（昭和57年）11月2日から、テレビアニメ版『フクちゃん』がテレビ朝日系で放送開始。アニメーション制作はシンエイ動画、1回2話放送で全71回142話。現代風にアレンジ（個々の人物設定も原作と異なる）されて、1984年（昭和59年）3月27日まで約1年半に亘って続いた。第46話「お母さん大きらい」では当時テレビ朝日で放送されていた『宇宙刑事シャリバン』が登場する。

### テレビアニメ版の登場人物と設定・原作との相違点
※声優と各キャラクターの説明はシンエイ動画版アニメによる。
福山 福一（ふくやま ふくいち）
声 - 坂本千夏
通称 - フクちゃん。5歳。坊主頭、着物に下駄と大学帽という姿で、毎日元気に遊んで暮らしている。
シンエイ版アニメでの設定
幼稚園の年長児という設定が加わる。当初、普通の幼稚園児の服装・髪型だったフクちゃんが、七五三の準備のため床屋に行くが、うっかり丸坊主にされてしまう。その自分の姿を見てショックを受けて籠った納戸で、父の太郎が学生時代使用していた学帽と、幼少時代の福太郎のお下がりの着物を見つける。これが七五三の衣装として面白いという事で、学帽と着物、前掛けを着用するスタイルに決まってしまった。だが、七五三が終わっても本人がこのスタイルをすっかり気に入ってトレードマークになってしまったという設定である。物事を強調する時に語尾に発する「～だい」と、困った時発する「イヤ～ン」が口癖で、元気あふれる笑顔といつも下駄を履いている裸足、そして「イヤ～ン」と言いながら学帽で顔を隠しながら恥ずかしがる姿がチャームポイント。
福山 福太郎（ふくやま ふくたろう）
声 - 田崎潤
フクちゃんの祖父で、73歳。フクちゃんの母である花子の父にあたる（原作ではフクちゃんの伯父。フクちゃんはおじいさんと呼んでいるが、本当は伯父にあたる）。大金持ちであったが、その生活を捨てた自由人。頑固者だが、意外と新し物好き。孫のフクちゃんにはいつも振り回されている。
荒熊 寛一（あらくま かんいち）
声 - 田中崇→銀河万丈
通称 - アラクマさん。九州出身。福山家の遠い親戚で、福山家に居候している。売れない漫画家。柔道をたしなむ。
清水 キヨシ（しみず キヨシ）
声 - 桂玲子
通称 - キヨちゃん。フクちゃんの友達で、近所の陶器店に住む3歳の幼児。いつもフクちゃんと行動を共にしている。時折無鉄砲な行動に出て、周囲を驚かすことが多い。
清水 ナミコ（しみず ナミコ）
声 - 山田栄子
キヨちゃんの姉で、学生。勝気で男勝り。荒熊に密かに片思いをしている。
福山 太郎（ふくやま たろう）
声 - 津村鷹志
フクちゃんの父。婿養子のサラリーマン。アニメオリジナルキャラ。
福山 花子（ふくやま はなこ）
声 - 川島千代子
フクちゃんの母。ごく普通の専業主婦。アニメオリジナルキャラ。
丸井 クミコ（まるい クミコ）
声 - 栗葉子
通称 - クミちゃん。フクちゃんと同じ幼稚園に通っている友達で、福山家の隣りに住んでいるちょっとませた女の子。アニメオリジナルキャラ。
花野 ユカリ（はなの ユカリ）
声 - 麻丘あゆ美
福山家の隣に住む女性。父は花野耕作という大学教授。美人で優しく、アラクマさんやフクちゃんに慕われる。アニメオリジナルキャラ。
シチ公（シチこう）
福山家の飼い犬で、いつもフクちゃんについて歩く。
川口 ガン太（かわぐち ガンた）
声 - 青木和代
福山家の近所の太ったガキ大将の小学５年生。フクちゃんに意地悪をして喜んでいることもあれば、時には遊び相手になったり、ピンチの時は守ってくれたりと実は頼りになる少年。
川口 ドシャ子（かわぐち ドシャこ）、川口 ガラ子（かわぐち ガラこ）
声 - 山田栄子（ドシャ子）、鈴木みえ（ガラ子）
ガン太の双子の妹。兄に似てお転婆。双子のため、周囲から見分けを付けてもらえないのが悩み。「アカチバラチ」が口癖。両名とも同じ横山作品『ドシャ子』のスピンオフキャラ。
健ちゃん（けんちゃん）
声 - 高木早苗
名の通り、『江戸っ子健ちゃん』からのキャラクター。しっかり者の小学生。フクちゃんやその他の未就学児に慕われている近所のお兄さん的存在。アニメではガン太等の存在でやや影が薄い。
茶刈 デン助（ちゃかり デンすけ）
声 - 辻シゲル→辻三太郎
町のお巡りさん。同じ横山作品『デンスケ』からのスピンオフキャラ。

### スタッフ
- 原作：横山隆一
- 連載：小学館の学習雑誌、てれびくん
- 作画監督：山田みちしろ
- 美術設定：川本征平
- 美術監督：沼井信朗
- 撮影監督：金子仁
- 録音監督：浦上靖夫
- 音楽：筒井広志
- 監修：笹川ひろし
- 演出：藤みねお
- プロデューサー：碓氷夕焼（テレビ朝日）、佐久間晴夫（シンエイ動画）
- 絵コンテ：野田作樹、北原健雄、福富博、森脇真琴、小華和ためお、安藤敏彦、水谷貴哉、やすみ哲夫、池田成 他
- 背景：アトリエローク
- 撮影：東京アニメーションフィルム
- 演出助手：安藤敏彦、塚田庄英
- 制作進行：高林久弥、原恵一 他
- 文芸：松岡清治、滝原弥生
- 色指定：野中幸子
- 特殊効果：土井通明
- 効果：松田昭彦
- 整音：中戸川次男
- スタジオ：APUスタジオ
- 編集：井上和夫、鶴巻のり子
- 制作担当：川口亘
- 制作デスク：前園文夫
- 現像：東京現像所
- 制作：テレビ朝日、シンエイ動画

#### ノンクレジット
- プロデューサー：大橋益之助（電通）
- 広告代理店：電通[18]

### 主題歌・挿入歌

#### 主題歌
- OP「ぼく、フクちゃんだい!」 - 作詞：中村晋太郎 / 作曲：小林亜星 / 編曲：筒井広志 / うた：坂本千夏
- ED「明日天気になあれ」 - 作詞：高田ひろお / 作曲：小林亜星 / 編曲：筒井広志 / うた：こおろぎ'73

- 両曲を収録したEPレコードの発売元は、日本コロムビア（後述）。

#### 挿入歌
すべて日本コロムビアから発売（後述）。
- 「フクちゃん絵かきうた」 - 作詞：楠部弓 / 作曲：小林亜星 / うた：坂本千夏
- 「フクちゃんのゲタ音頭」 - 作詞：中村晋太郎 / 作曲：小林亜星 / うた：坂本千夏、ヤング・フレッシュ
- 「フクちゃんポルカ」 - 作詞：伊藤アキラ / 作曲：小林亜星 / 編曲：筒井広志 / うた：麻丘あゆ美、ヤング・フレッシュ
- 「フクちゃん体操」 - 作詞・作曲：小林亜星 / うた：坂本千夏、コロムビアゆりかご会
- 「フクちゃん応援歌」 - 作詞：碓井夕焼 / 作曲：小林亜星 / うた：坂本千夏、栗葉子、桂玲子、銀河万丈、コロムビアゆりかご会

「絵かきうた」、「ゲタ音頭」、「体操」、「応援歌」は、ED前に放送された事があった。

### 各話リスト
| 話数 | 初回放送日     | サブタイトル           | 脚本       | 絵コンテ     |
| ---- | -------------- | ---------------------- | ---------- | ------------ |
| 1    | 1982年 11月2日 | とこやさんイヤーン     | 辻真先     |              |
| 1    | 1982年 11月2日 | お姉ちゃん大好き       | 柏倉敏之   |              |
| 2    | 11月9日        | ぼくかぜひきたい       | 辻真先     |              |
| 2    | 11月9日        | うそはこりごり         | 松岡清治   |              |
| 3    | 11月16日       | クッキーこわいぞ       | 深見弘     |              |
| 3    | 11月16日       | どぎゃんハイキング     | 辻真先     |              |
| 4    | 11月23日       | ぼくの下駄ヤーイ       | 城山昇     |              |
| 4    | 11月23日       | スターになりたい       | 小山高男   |              |
| 5    | 11月30日       | いたずら大進撃!        | 柏倉敏之   |              |
| 5    | 11月30日       | 男ってつらいや         | 柏倉敏之   |              |
| 6    | 12月7日        | 物干竿が化けた!!       | 深見弘     | 野田作樹     |
| 6    | 12月7日        | 火の用心カチカチ       | 小山高男   | 北原健雄     |
| 7    | 12月14日       | 雪国ゆき冒険旅行       | 辻真先     | 野田作樹     |
| 7    | 12月14日       | マラソンいやーん       | 小山高男   | 石川類       |
| 8    | 12月21日       | 意地っぱりどっち       | 城山昇     | 石川類       |
| 8    | 12月21日       | サンタはだーれ?        | 深見弘     | 笹川ひろし   |
| 9    | 12月28日       | じゃま者集まれ!        | 城山昇     | 北原健雄     |
| 9    | 12月28日       | 二人だけの忘年会       | 城山昇     | 小華和ためお |
| 10   | 1983年 1月11日 | 小さい正月みつけた     | 城山昇     | 野田作樹     |
| 10   | 1983年 1月11日 | だめ犬ゴンベェ         | 柏倉敏之   | 石川類       |
| 11   | 1月18日        | スケートスイスイ       | 小山高男   | 八角哲夫     |
| 11   | 1月18日        | 落とし物どこだ?        | 柏倉敏之   | 森脇真琴     |
| 12   | 1月25日        | ぼく, 名探偵だーい     | 辻真先     | 福富博       |
| 12   | 1月25日        | チンチンドンドン       | 柏倉敏之   | 石川類       |
| 13   | 2月1日         | ラブレターは誰に       | 城山昇     | 野田作樹     |
| 13   | 2月1日         | 迷子って楽しいな       | 柏倉敏之   | 森脇真琴     |
| 14   | 2月8日         | ぼくモテちゃった       | 柏倉敏之   | 八角哲夫     |
| 14   | 2月8日         | ぼくホームラン王       | 辻真先     | 笹川ひろし   |
| 15   | 2月15日        | ぼく横綱だーい!!       | 柏倉敏之   | 水谷貴哉     |
| 15   | 2月15日        | お別れクミちゃん       | 小山高男   | 北原健雄     |
| 16   | 2月22日        | お嫁に行かないで       | 柏倉敏之   | 野田作樹     |
| 16   | 2月22日        | お使いは疲れるね       | 山田隆司   | 森脇真琴     |
| 17   | 3月1日         | 町の子山の子           | 小山高男   | 八角哲夫     |
| 17   | 3月1日         | 負けるなドスコイ       | 城山昇     | 小華和ためお |
| 18   | 3月8日         | 先生に嫌われた?        | 柏倉敏之   | 石川類       |
| 18   | 3月8日         | 急行電車いゃーん       | 小山高男   | 八角哲夫     |
| 19   | 3月15日        | 警察って楽しいや       | 丸尾みほ   | 野田作樹     |
| 19   | 3月15日        | 走れ! きかんしゃ       | 安藤豊弘   | 水谷貴哉     |
| 20   | 3月22日        | ぼく弟がほしいな       | 中弘子     | 福富博       |
| 20   | 3月22日        | キヨちゃんの鳥         | 山田隆司   | 森脇真琴     |
| 21   | 3月29日        | サクラが咲いたョ       | 城山昇     | 野田作樹     |
| 21   | 3月29日        | 宝物みーつけた!        | 安藤豊弘   | 石川類       |
| 22   | 4月5日         | なんでもお駄賃         | 山田隆司   | 小華和ためお |
| 22   | 4月5日         | お嫁さん探そうよ       | 辻真先     | 八角哲夫     |
| 23   | 4月12日        | エーお笑いを一席       | 丸尾みほ   | 福富博       |
| 23   | 4月12日        | お母さん大きらい       | 中弘子     | 水谷貴哉     |
| 24   | 4月19日        | 親子げんか大嫌い       | 中弘子     | 野田作樹     |
| 24   | 4月19日        | 学校どんなとこ?        | 丸尾みほ   | 小華和ためお |
| 25   | 4月26日        | ぼくお手伝いさんよ     | 小山高男   | 塚田庄英     |
| 25   | 4月26日        | 星占いイヤーン         | 山田隆司   | 北原健雄     |
| 26   | 5月3日         | 泳げ! コイノボリ       | 城山昇     | 野田作樹     |
| 26   | 5月3日         | あべこべこわい         | 柏倉敏之   | 安藤敏彦     |
| 27   | 5月10日        | 英語はペラペラ         | 柏倉敏之   | 水谷貴哉     |
| 27   | 5月10日        | デートのおじゃま       | 柏倉敏之   | 安藤敏彦     |
| 28   | 5月17日        | おさわがせ結婚式       | 中弘子     | 野田作樹     |
| 28   | 5月17日        | 雨・雨ふれふれ         | 橋田亀久代 | 八角哲夫     |
| 29   | 5月24日        | はじめての潮干狩       | 城山昇     | 小華和ためお |
| 29   | 5月24日        | 邪魔者は追い出せ       | 山田隆司   | 森脇真琴     |
| 30   | 5月31日        | シチ公は友だち         | 金春智子   | 森脇真琴     |
| 30   | 5月31日        | ナミ子におまかせ       | 丸尾みほ   | 水谷貴哉     |
| 31   | 6月7日         | えんそく楽しいな       | 小山高男   | 福富博       |
| 31   | 6月7日         | 人質がいっぱい         | 柏倉敏之   | 野田作樹     |
| 32   | 6月14日        | ぼくらは悪い子団       | 山田隆司   | 石川類       |
| 32   | 6月14日        | ボクとなりのこ         | 丸尾みほ   | 八角哲夫     |
| 33   | 6月21日        | 夜更かしいいなあ       | 丸尾みほ   | 石川類       |
| 33   | 6月21日        | 野菜畑で大発見!        | 山田隆司   | 石崎すすむ   |
| 34   | 6月28日        | プロレス見たいな       | 小山高男   | 野田作樹     |
| 34   | 6月28日        | まいごのカブト虫       | 城山昇     | 水谷貴哉     |
| 35   | 7月5日         | 子猫いりませんか       | 中弘子     | 池田成       |
| 35   | 7月5日         | ミス七夕だーれ?        | 中弘子     | 野田作樹     |
| 36   | 7月12日        | ぼくオバケだぞ!!       | 小山高男   | 小華和ためお |
| 36   | 7月12日        | 早起き大作戦           | 小山高男   | 野田作樹     |
| 37   | 7月19日        | おねだりキャンプ       | 城山昇     | 御厨恭輔     |
| 37   | 7月19日        | がんばれみそっかす     | 中弘子     | 小華和ためお |
| 38   | 7月26日        | がんばれ水泳大会       | 山田隆司   | 野田作樹     |
| 38   | 7月26日        | 図書館は遊び場!?       | 丸尾みほ   | 本郷みつる   |
| 39   | 8月2日         | なくなお巡りさん       | 柏倉敏之   | 池田成       |
| 39   | 8月2日         | ボクによく似た子       | 小山高男   | 森脇真琴     |
| 40   | 8月9日         | 省エネでラクチン       | 中弘子     | 石崎すすむ   |
| 40   | 8月9日         | お泊り会だーい         | 中弘子     | 望月智充     |
| 41   | 8月16日        | 太鼓たたいて盆踊り     | 丸尾みほ   | 小華和ためお |
| 41   | 8月16日        | 青い目のお友だち       | 小山高男   | 野田作樹     |
| 42   | 8月23日        | ゴンベェの子守唄       | 山田隆司   | 本郷みつる   |
| 42   | 8月23日        | 汗かけばすっきり       | 柏倉敏之   | 八角哲夫     |
| 43   | 8月30日        | お母さんの夏休み       | 三宅直子   | 石川類       |
| 43   | 8月30日        | いい絵どんな絵?        | 中弘子     | 八角哲夫     |
| 44   | 9月6日         | 食い逃げ用心棒         | 柏倉敏之   | 森脇真琴     |
| 44   | 9月6日         | 花火がポーン!          | 辻真先     | 本郷みつる   |
| 45   | 9月13日        | 嘘つきキヨちゃん       | 丸尾みほ   | 野田作樹     |
| 45   | 9月13日        | とんだプレゼント       | 柏倉敏之   | 佐々木勝利   |
| 46   | 9月20日        | こんにちはご先祖様     | 三宅直子   | 安藤敏彦     |
| 46   | 9月20日        | 十五夜のウサギだい     | 城山昇     | 塚田庄英     |
| 47   | 9月27日        | 泣いたえらい先生       | 中弘子     | 石崎すすむ   |
| 47   | 9月27日        | ぼくだれ似かな         | 城山昇     | 小華和ためお |
| 48   | 10月11日       | モテモテお巡りさん     | 小山高男   | 八角哲夫     |
| 48   | 10月11日       | ぼくはカメラマン       | 柏倉敏之   | 八角哲夫     |
| 49   | 10月18日       | ぼく応援団長だい       | 中弘子     | 小華和ためお |
| 49   | 10月18日       | じっとガマンの子       | 城山昇     | 野田作樹     |
| 50   | 10月25日       | ぼく発明家だーい       | 山田隆司   | 野田作樹     |
| 50   | 10月25日       | 幼稚園きらいな子       | 小山高男   | 御厨恭輔     |
| 51   | 11月1日        | シチ公はよわむし       | 柏倉敏之   | 野田作樹     |
| 51   | 11月1日        | みたい夢見たい         | 小山高男   | 生嶋真人     |
| 52   | 11月8日        | 似顔絵で犯人捜し       | 山田隆司   | 野田作樹     |
| 52   | 11月8日        | 負けてくやしいよ       | 城山昇     | 八角哲夫     |
| 53   | 11月15日       | お人形はどこだ?        | 三宅直子   | 森脇真琴     |
| 53   | 11月15日       | お見舞来ないで         | 丸尾みほ   | 塚田庄英     |
| 54   | 11月22日       | ママたちはみえっぱり   | 丸尾みほ   | 空地須魔人   |
| 54   | 11月22日       | 手袋なんかいらないや   | 丸尾みほ   | 八角哲夫     |
| 55   | 11月29日       | 悩みごと何でもこい!    | 中弘子     |              |
| 55   | 11月29日       | 男の子色 女の子色      | 中弘子     |              |
| 56   | 12月6日        | どじなお巡りさん       | 妹尾まこと |              |
| 56   | 12月6日        | いじわる大工さん       | 辻真先     |              |
| 57   | 12月13日       | スパイから逃げろ       | 吉田喜昭   |              |
| 57   | 12月13日       | ぬいぐるみの秘密       | 柏倉敏之   |              |
| 58   | 12月20日       | ガン太一家の陰謀       | 三宅直子   |              |
| 58   | 12月20日       | X’マス大パーティー     | 吉田喜昭   |              |
| 59   | 12月27日       | 寒さを吹きとばせ       | 山田隆司   |              |
| 59   | 12月27日       | カラスつかまえた       | 安藤豊弘   |              |
| 60   | 1984年 1月10日 | あの夢この夢ぼくの夢   | 城山昇     |              |
| 60   | 1984年 1月10日 | クミちゃん大変身       | 中弘子     |              |
| 61   | 1月17日        | お巡りさんは親不孝?    | 小山高男   |              |
| 61   | 1月17日        | 注射のおつきあい       | 丸尾みほ   |              |
| 62   | 1月24日        | わんぱくスキー場       | 山田隆司   |              |
| 62   | 1月24日        | おさわがせ偉い賞       | 山田隆司   |              |
| 63   | 1月31日        | ごまかして損しちゃった | 丸尾みほ   |              |
| 63   | 1月31日        | 留守番イヤーン!        | 中弘子     |              |
| 64   | 2月7日         | お母さんの学校?!       | 中弘子     |              |
| 64   | 2月7日         | ちびっこ事件記者       | 三宅直子   |              |
| 65   | 2月14日        | ライバルはキヨちゃん   | 中弘子     |              |
| 65   | 2月14日        | オウムといじわるな子   | 丸尾みほ   |              |
| 66   | 2月21日        | 悪ガキ隊をやっつけろ   | 山田隆司   |              |
| 66   | 2月21日        | 常識をぶっとばせ!      | 麻尾るみこ |              |
| 67   | 2月28日        | お巡りさんは出前持ち   | 三宅直子   |              |
| 67   | 2月28日        | かわいい顔ですぐゴツン | 丸尾みほ   |              |
| 68   | 3月6日         | 悪ガキ隊の逆襲         | 山田隆司   |              |
| 68   | 3月6日         | 天才教育イヤーンつけろ | 並木敏     |              |
| 69   | 3月13日        | そっくりは喧嘩のもと   | 麻尾るみこ |              |
| 69   | 3月13日        | なんでも一番のり?      | 小山高男   |              |
| 70   | 3月20日        | スッポンポン大作戦     | 辻真先     |              |
| 70   | 3月20日        | ようちえん大脱走       | 滝原弥生   |              |
| 71   | 3月27日        | 言いっこなしだよ       | 中弘子     |              |
| 71   | 3月27日        | 一番すきなのだあれ     | 丸尾みほ   |              |

### ネット局
放送日時は個別に出典が掲示されているものを除き、1984年2月中旬 - 3月上旬時点のものとする。
| 放送期間                                                                                     | 放送時間                                             | 放送局             | 対象地域       | 備考                                                                                                |
| -------------------------------------------------------------------------------------------- | ---------------------------------------------------- | ------------------ | -------------- | --------------------------------------------------------------------------------------------------- |
| 1982年11月2日 - 1984年3月27日                                                                | 火曜 19:00 - 19:30                                   | テレビ朝日         | 関東広域圏     | 制作局                                                                                              |
|                                                                                              |                                                      | 北海道テレビ       | 北海道         | |
|                                                                                              |                                                      | 東日本放送         | 宮城県         | |
|                                                                                              |                                                      | 福島放送           | 福島県         | |
|                                                                                              |                                                      | 静岡けんみんテレビ | 静岡県         | 現・静岡朝日テレビ                                                                                  |
|                                                                                              |                                                      | 名古屋テレビ       | 中京広域圏     | |
|                                                                                              |                                                      | 朝日放送           | 近畿広域圏     | 現・朝日放送テレビ                                                                                  |
|                                                                                              |                                                      | 瀬戸内海放送       | 香川県・岡山県 | |
|                                                                                              |                                                      | 広島ホームテレビ   | 広島県         | |
|                                                                                              |                                                      | 九州朝日放送       | 福岡県         | |
|                                                                                              |                                                      | 鹿児島放送         | 鹿児島県       | |
|                                                                                              |                                                      | 山形放送           | 山形県         | 放送当時日本テレビ系列とテレビ朝日系列のクロスネット                                                |
|                                                                                              |                                                      | テレビ信州         | 長野県         | 放送当時日本テレビ系列とテレビ朝日系列のクロスネット                                                |
| 1982年11月2日 - 1983年9月27日                                                                |                                                      | 新潟総合テレビ     | 新潟県         | 放送当時フジテレビ系列とテレビ朝日系列のクロスネット 現・NST新潟総合テレビ 新潟テレビ21開局まで放送 |
| 1983年10月11日 - 1984年3月27日                                                               |                                                      | 新潟テレビ21       | 新潟県         | 新潟総合テレビから放映権移動                                                                        |
| 遅れネット                                                                                   | 火曜 16:45 - 17:15                                   | 青森放送           | 青森県         | 放送当時日本テレビ系列とテレビ朝日系列のクロスネット                                                |
|                                                                                              | 月曜 19:00 - 19:30                                   | 秋田放送           | 秋田県         | 日本テレビ系列                                                                                      |
|                                                                                              | 木曜 17:20 - 17:50                                   | テレビ山梨         | 山梨県         | TBS系列                                                                                             |
| 1983年4月9日 - 9月23日 1983年10月6日 - 1984年3月29日 1984年4月5日 - 9月6日（終マークは無し） | 土曜 8:00 - 8:30 木曜 6:27 - 6:54 木曜 16:00 - 16:30 | 石川テレビ         | 石川県         | フジテレビ系列                                                                                      |
| 1983年2月5日 - 1984年6月23日（終マークは無し）                                               | 土曜 18:00 - 18:30                                   | 福井テレビ         | 福井県         | フジテレビ系列                                                                                      |
| 遅れネット                                                                                   | 土曜 7:00 - 7:30                                     | 山陰放送           | 鳥取県・島根県 | TBS系列                                                                                             |
|                                                                                              | 金曜 16:45 - 17:15                                   | 山口放送           | 山口県         | 放送当時日本テレビ系列とテレビ朝日系列のクロスネット                                                |
|                                                                                              | 日曜 10:00 - 10:30                                   | 四国放送           | 徳島県         | 日本テレビ系列                                                                                      |
|                                                                                              | 金曜 16:55 - 17:25                                   | 南海放送           | 愛媛県         | 日本テレビ系列                                                                                      |
|                                                                                              | 土曜 17:00 - 17:30                                   | 高知放送           | 高知県         | 日本テレビ系列                                                                                      |
|                                                                                              | 日曜 16:30 - 17:00                                   | 長崎放送           | 長崎県         | TBS系列                                                                                             |
|                                                                                              | 金曜 17:30 - 18:00                                   | テレビ熊本         | 熊本県         | 放送当時フジテレビ系列とテレビ朝日系列のクロスネット                                                |
|                                                                                              | 水曜 17:30 - 18:00                                   | テレビ大分         | 大分県         | 放送当時日本テレビ系列・フジテレビ系列・テレビ朝日系列のトリプルネット                              |
|                                                                                              | 火曜 17:25 - 17:55                                   | 宮崎放送           | 宮崎県         | TBS系列                                                                                             |
|                                                                                              | 木曜 19:00 - 19:30                                   | 琉球放送           | 沖縄県         | TBS系列                                                                                             |

## キャラクター展開

### レコード
漫画に関連するもの
ニッポノホン（現：日本コロムビア）から発売されたSPレコード。
- フクちゃん部隊の歌（歌：椎木玲子）／フクちゃん部隊行進曲 フクちゃんのうた（歌：飯田ふさ子、今泉みどり）（29799） - 東京朝日新聞社懸賞入選歌。1938年（昭和13年）7月発売[30]
- フクチャンと兵隊（作詞：横山隆一、作曲：古賀政男、歌：高橋祐子、伊藤久男）[30]

映画『フクチャンの潜水艦』に関連するもの
- フクちゃん部隊出撃の歌／潜水艦の台所[30]

テレビアニメ版に関連するもの
全て日本コロムビアから発売されたEPレコード。
- ぼく、フクちゃんだい!／明日天気になあれ（CK-667）
- フクちゃんのゲタ音頭／フクちゃんポルカ（CK-686）
- フクちゃん体操／フクちゃんの応援歌（CK-895）

### 広告
1961年（昭和36年）から1988年（昭和63年）まで、石川県金沢市の酒造会社・福光屋の日本酒「福正宗」の広告キャラクターとして「フクちゃんフクマサもってきて」のコピーとともに新聞広告、テレビCM（モノクロアニメ）や販促商品に使用された。フクちゃん本編や横山自身は、石川県および金沢市、福光屋にゆかりはなく、単に名前の「フク」が同じである事からの起用。現在でも、石川県や富山県の各地に、フクちゃんをあしらったホーロー看板が残っている。

### タイアップ商品
- 1966年（昭和41年）、立花製菓が「フクちゃんガム」を発売した[1]。

また、テレビアニメ版が放映されていた1983年（昭和58年）頃に、以下の商品が発売されている。
- 東海漬物から、「フクちゃん」という福神漬が発売されている。パッケージにはフクちゃんの姿も描かれており、アニメCMも放映された。
- エポック社より以下のキャラクター玩具が発売されている。
  - フクちゃん ジャラポンゲーム - いわゆるポンジャンのテーブルゲーム。
  - フクちゃん わんぱく大行進ゲーム - ひこうきとばしやおつかいレース、パチンコまとあて等、4種類のミニゲームをプレイしながら、獲得したおかしチップ（得点）の数を競うボードゲーム。木製の小さなゲタ型サイコロが付属していた。
  - フクちゃんのおばけなんかこわくない - 電子ゲーム。同社より発売されていた電子ゲーム「モンスターパニック」をベースに、主人公をフクちゃんにしてアレンジしたもの。

## エピソード

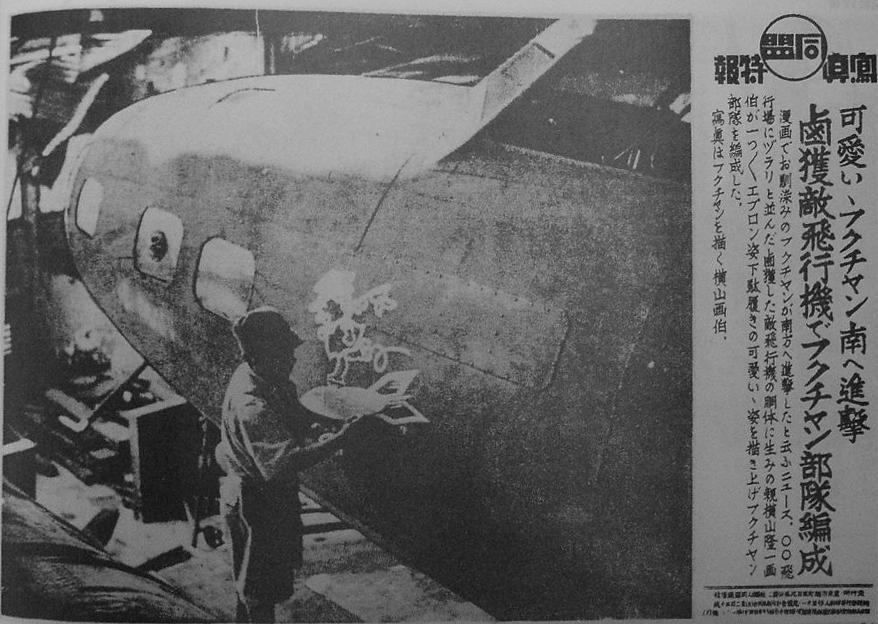
ジャワ島バンドンにて鹵獲されたB-17Eの機首にフクちゃんを描く横山隆一

- 手塚治虫は、少年時代、通学に使う電車の窓が湿気で曇った際、その車両の窓ガラス一面に指でフクちゃんの似顔絵を描き、「フクちゃん列車」に仕立てて級友を沸かせたことがある。後年、手塚が横山の家を表敬訪問した際、横山の子供たちは有名な漫画家である手塚が自分の父に丁寧に接しているのを見て、横山の漫画家としての偉業を実感したという[33]。
- 太平洋戦争中、日本陸軍の飛行第二四四戦隊や明野教導飛行師団、ジャワ島に展開していた鹵獲機調査班などの所属機には、報道班員を務めていた横山の手によってフクちゃんのノーズアートが描かれ、それらの機体は隊内で人気を博したという[34]。
- かつてフクちゃんは、早稲田大学の応援マスコットとしてさかんに使用されていた（六大学野球の早慶戦など）。1950年頃に、使用を横山が承諾したことで実現したという[2]。
- 1945年に米軍マニラ司令部が発行した宣伝ビラ『落下傘ニュース』（18号分）に「フクチャン」が無断転載されていた[1][6][35]。マニラで入手した朝日新聞から転載したものだという[35]。横山は終戦直前の1945年夏、友人の大佛次郎から届けられたビラを見て、初めて自身の作品が無断転載されていることを知った[35]。1946年秋、横山が友人と共に東京のGHQ事務所を訪ね、冗談半分で掲載料を要求したところ「戦争中は著作権が通用しない」と退けられたという[35]。その後、1995年に横山の文化功労者祝賀会を開催するにあたり、横山は、漫画集団のメンバーである岩本久則らとともに、アメリカ大使館宛にジョークとして「アメリカ大統領に対して当時の原稿料10円×掲載18号分の180円を要求する」旨の手紙を出し[35]、大使館側が応じた。

### 小惑星「フクちゃん」
横山と同じ高知市出身の天文家・関勉は、1997年（平成9年）に発見した小惑星（仮符号：1997 WB30）に、この漫画にちなみ「フクちゃん（Fukuchan）」（39809）と命名。2004年（平成16年）5月16日までに国際天文学連合・小惑星センター（アメリカ）に登録された。